# Volcán Chillán
Volcán Chillán är en kon i Chile.   Den ligger i regionen Región del Biobío, i den södra delen av landet, 400 km söder om huvudstaden Santiago de Chile. Toppen på Volcán Chillán är 3 182 meter över havet, eller 579 meter över den omgivande terrängen. Bredden vid basen är 4,4 km.
Terrängen runt Volcán Chillán är bergig åt nordväst, men åt sydost är den kuperad. Runt Volcán Chillán är det glesbefolkat, med 11 invånare per kvadratkilometer.. Det finns inga samhällen i närheten.
Trakten runt Volcán Chillán består i huvudsak av gräsmarker.